# Xuddur
Hudur o Xuddur (maay: Hudur; somali: Xuddur) és una ciutat de Somàlia, capital de la regió de Bakool, situada al sud-oest del país. La majoria de la població pertany al clan hadama. La llengua parlada és l'af maay. A partir dels anys vuitanta fou la principal base aèria de la Força Aèria Somali. Els gentilici dels seus habitants és hudurians (somali: reer xuddur). Està situada a 49 metres sobre el nivell de la mar.
L'economia de la ciutat i la seva comarca és essencialment agrícola; els productes locals són: dhanfaruur, qareeb, hobbisho, jannaw i altres. L'aigua de la zona és salada, però disposa de dos estanys d'aigua dolça (Warguduudey i Warcadey) a més de fonts obertes amb ajut de l'agència humanitària Adventist Developement Relief Agency (ADRA). Una part de la població viu de les pastures.

## Història moderna
El 1990 el règim de Siad Barre hi va exercir certa repressió. El 1991 fou ocupada per les milícies del Moviment Democràtic Somali (MDS) de base digil-mirifle (Reewin o Rahenweyn), però les forces de Barre la van recuperar a l'estiu del 1991. L'economia de la zona fou damnada pels militars, i després de la derrota d'aquestos (1992) pels seguidors de Muhammad Fara Hassan, àlies Aydid, que actuava com aliat d'una de les faccions del MDS. Després del 1992 amb la intervenció de l'ONU la ciutat va recuperar la tranquil·litat. El 1995 fou ocupada per la milícia del clan Habr Gidir d'Aydid jr. (Aliança Nacional Somali), però en foren expulsats algun temps després per l'Exèrcit de Resistència Rahanweyn (ERR) (octubre de 1998) després de derrotar les forces d'Aydid jr. que van figir cap a Baidoa.
El desembre de 1999 es va establir una administració autònoma a les regions de Bay i Bokol i l'1 d'abril del 2002 es va fundar l'estat de Somàlia del Sud-oest.